# Shelby Foote
Shelby Foote   (Greenville, 17 de novembre de 1916 - Memphis, 27 de juny de 2005) fou un escriptor estatunidenc. Estudià a la Universitat de Carolina del Nord, lluità a la Segona Guerra Mundial i treballà de periodista. Es dedicà a la literatura i va escriure obres de ficció ambientades en la Guerra civil dels Estats Units, com Tournament (1949), Follow Me Down (1950), Love in a Dry Season (1951), Shiloh (1952), Jordan County (1954) i September, September (1978), però li donà fama el recull històric The Civil War: A Narrative (1974) amb les narracions Fort Sumter to Perryville (1958), Fredericksburg to Meridian (1963) i Red River to Appomattox (1974), que reflecteixen fidelment l'ambient sudista. També ha estat lector de la Universitat de Virgínia, i alguns crítics l'han comparat amb William Faulkner.